# غوران لوكوفيتش
غوران لوكوفيتش هو لاعب كرة قدم صربي في مركز الوسط، ولد في 5 نوفمبر 1978 في غورنيي ميلانوفاتس في صربيا. لعب مع ملادوست لوتشاني ونابريداك كروشيفاتس.

## وصلات خارجية
- غوران لوكوفيتش على موقع قاعدة بيانات كرة القدم.إي يو (الإنجليزية)
- غوران لوكوفيتش على موقع Soccerway.com (الإنجليزية)